# Serralada dels Balcans

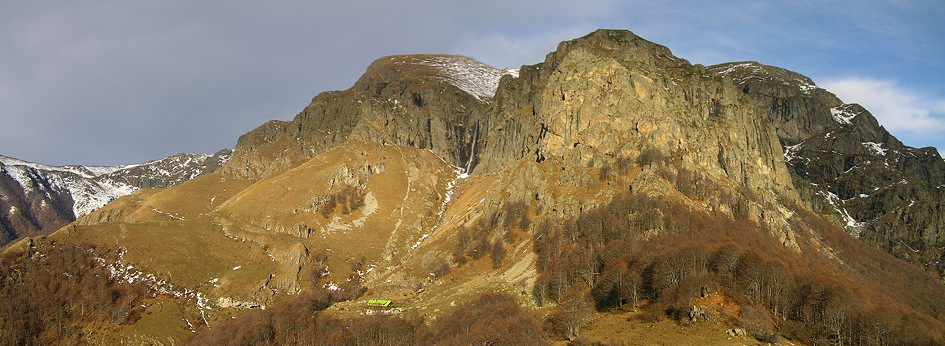
La serralada de Stara Planina, als Balcans centrals.

La serralada dels Balcans és un conjunt de cadenes muntanyoses que s'estenen des de la mar Adriàtica fins a la mar Negra i que dona nom a la península Balcànica, també coneguda simplement com els Balcans. Estrictament, la serralada dels Balcans s'estén per Sèrbia, Bulgària, Macedònia del Nord i Grècia. Un dels seus estreps es prolonga en direcció nord-est cap als Carpats, dels quals està separada pel Danubi. La part central, anomenada en búlgar i serbi Стара планина (Stara planinà, literalment "La vella muntanya"), té una llargària d'uns 560 km i va des Sèrbia a la mar Negra, passant per Bulgària.
La muntanya més alta de tot el conjunt, el Musala, a les muntanyes de Rila, prop de Sofia, té 2.925 metres, i la segueix l'Olimp, al nord de Grècia (2.919 m) i el Vihren, a les muntanyes de Pirin (2.914 m). La serralada de Stara Planina té com a cim culminant el Bòtev, de 2.376 metres, situat dins el Parc Nacional dels Balcans Centrals, que va ser batejat així en honor de l'heroi de la lluita contra els otomans Khristo Bòtev.
Aquesta serralada dona nom a la balcanita, un mineral rar de coure, plata, mercuri i sofre que va ser descobert a Vratza, Bulgària.
Hi ha diverses àrees protegides importants: Parc Nacional dels Balcans Centrals, Parc Natural Vrachanski Balkan, Parc Natural Bulgarka i Sinite Kamani (The Blue Stones), així com una sèrie de reserves naturals. Les muntanyes dels Balcans són notables per la seva flora i fauna. La flor de neu creix a la regió de Kozyata stena. Alguns dels paisatges més impressionants estan inclosos en el Parc Nacional dels Balcans Centrals amb penya-segats pronunciats, les cascades més altes de la península dels Balcans i una vegetació exuberant. Hi ha una sèrie de reserves naturals importants com Chuprene, Kozyata stena i altres. La majoria dels grans mamífers d'Europa habiten en la zona, inclosos l'ós bru, el llop, el senglar, l'isard i el cérvol.
Les muntanyes dels Balcans van exercir un paper enorme en la història de Bulgària des de la seva fundació l'any 681, i en el desenvolupament de la nació i el poble búlgars.

## Etimologia

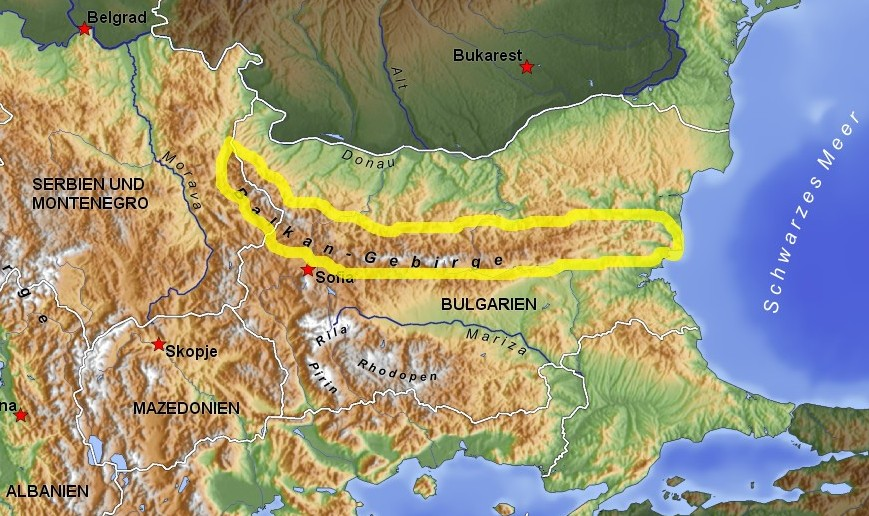
Muntanyes dels Balcans, Ròdope, Rila i Pirin

Es creu que el nom va ser portat a la regió en el segle VII per búlgars, que el van aplicar a la zona, part del Primer Imperi Búlgar. En búlgar, la paraula arcaica balkan (балкан) va ser presa del turc i significa ‘muntanya’. Pot haver derivat en última instància del persa bālkāneh o bālākhāna, amb el significat de ‘casa alta’, ‘casa de dalt’ o ‘casa orgullosa’. El nom segueix conservat a Àsia central amb la daga dels Balcans (muntanyes dels Balcans) i la Província de Balkan de Turkmenistan. En els balcanes turcs significa ‘una cadena de muntanyes arbrades’.
En l'Antiguitat i l'Edat mitjana les muntanyes eren conegudes pel seu nom tracià: l'Haemus Mons. Els estudiosos consideren que el nom Haemus (Α1xμος) es deriva d'una paraula de Tràcia * saimon, ‘muntanya de frontera’. El nom del lloc on es troba amb la Mar Negra, Cap Emine, es deriva d'Aemon. Una etimologia popular sosté que Haemus deriva de la paraula grega haima (αγμα) que significa ‘sang’, i es basa en la mitologia grega. Durant una lluita entre Zeus i el monstre Tifó, Zeus va ferir Tifó amb un tro, i la sang de Tifó va caure sobre les muntanyes, que després van ser nomenades per aquesta batalla.
Altres noms utilitzats per a referir-se a les muntanyes en diferents períodes inclouen Aemon, Haemimons, Hem, Emus, el gori de Matorni eslau i el Kodzhabalkan turc.

## Geografia
Geològicament, les muntanyes dels Balcans són una cadena de muntanyes de plecs, una part "jove" de la cadena Alps-Himàlaia que s'estén per tot Europa i Àsia. Pot dividir-se en dues parts: la principal cadena dels Balcans i els Pre-Balcans al nord, que penetren lleugerament en la plana del Danubi. Al sud, les muntanyes limiten les valls subbalcániques, una fila d'11 valls que van de la frontera búlgara amb Sèrbia a l'est de la mar Negra, separant les muntanyes dels Balcans d'una cadena d'altres muntanyes conegudes com Srednogorie, que inclou Vitosha i Sredna Gora.
La serralada consta d'unes 30 muntanyes diferents. A Bulgària, les muntanyes dels Balcans poden dividir-se en tres seccions: 
- Les muntanyes dels Balcans Occidentals s'estenen des de Vrashka Chuka a la frontera amb Sèrbia fins al Pas d'Arabakonak amb una longitud total de 190 km. El pic més alt és Midžor a 2,169 metres.
- Les muntanyes dels Balcans Centrals van des d'Arabakonak fins al Vratnik Pass amb una longitud de 207 quilòmetres. Botev Peak, la muntanya més alta de la serralada dels Balcans a 2,376 metres, es troba en aquesta secció.
- Les muntanyes dels Balcans Orientals s'estenen des del Vratnik Pass a Cape Emine amb una longitud de 160 km. El pic més alt és Balgarka a 1181 m. Les muntanyes dels Balcans Orientals formen la part més baixa del rang.

| Secció                             | superfície ,km² | %     | Altitud mitjana, m | 0 – 200 m, km² | %     | 200 – 600 m, km² | %     | 600 – 1000 m, km² | %     | 1000 – 1600 m, km² | %     | més de 1600 m, km² | %    |
| ---------------------------------- | --------------- | ----- | ------------------ | -------------- | ----- | ---------------- | ----- | ----------------- | ----- | ------------------ | ----- | ------------------ | ---- |
| Muntanyes dels Balcans Occidentals | 4.196,9         | 36,19 | 849                | –              | –     | 907,1            | 21,61 | 2.074,9           | 49,44 | 1.139,6            | 27,15 | 75,3               | 1,79 |
| Muntanyes dels Balcans Centrals    | 3.400,9         | 29,33 | 961                | –              | –     | 549,8            | 16,17 | 1.512,7           | 44,48 | 1.076,7            | 31,66 | 261,7              | 7,70 |
| Muntanyes dels Balcans Orientals   | 3.998,6         | 34,48 | 385                | 560            | 14,00 | 2.798,9          | 70,00 | 624,1             | 15,61 | 15,6               | 0,39  | –                  | —    |
| Total                              | 11.596,4        | 100   | 722                | 560            | 4,83  | 4.255,8          | 36,70 | 4.211,7           | 36,32 | 2.231,9            | 19,25 | 337                | 2,91 |

### Hidrologia

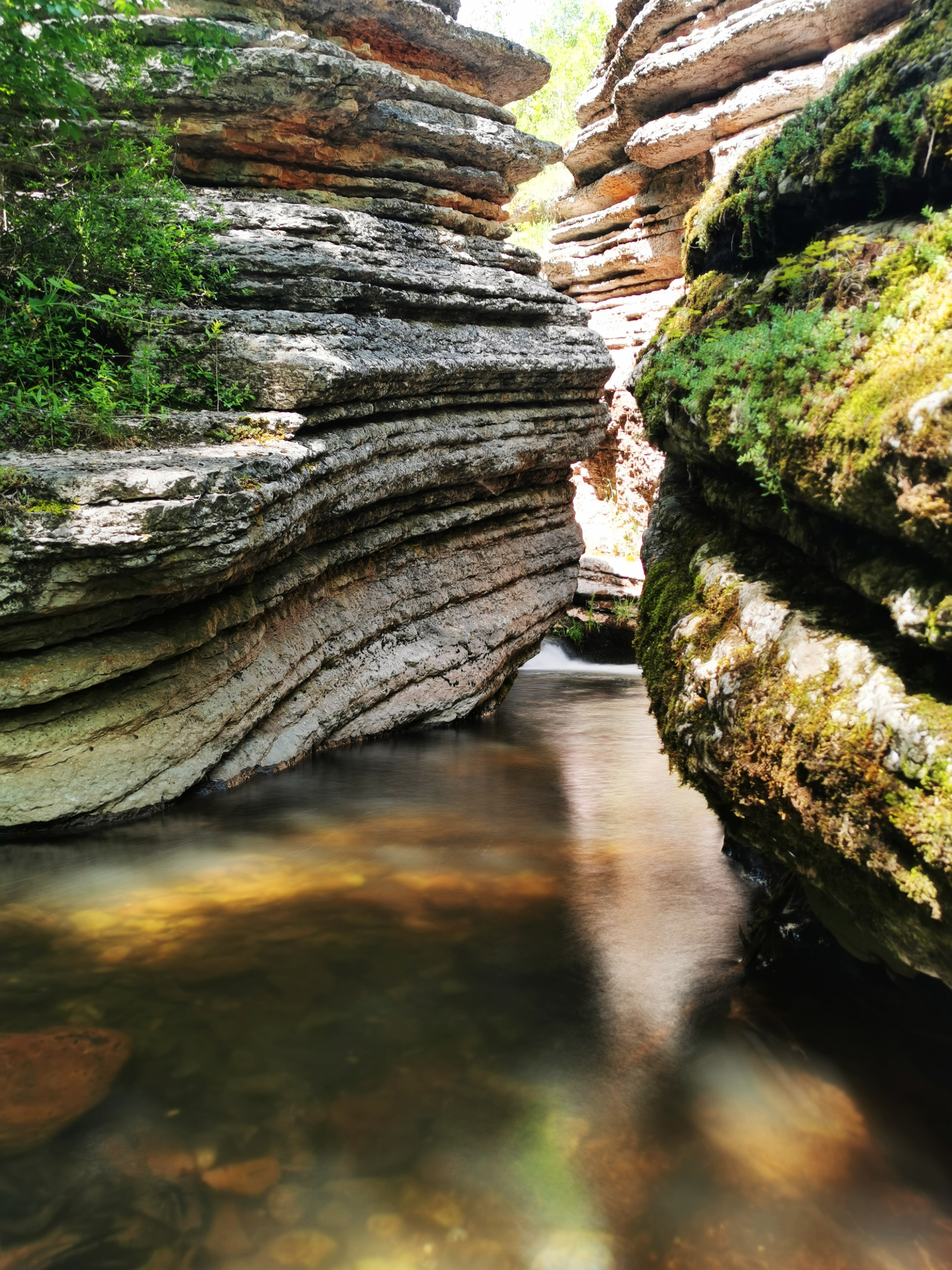
Riu Rosomačka, Sèrbia

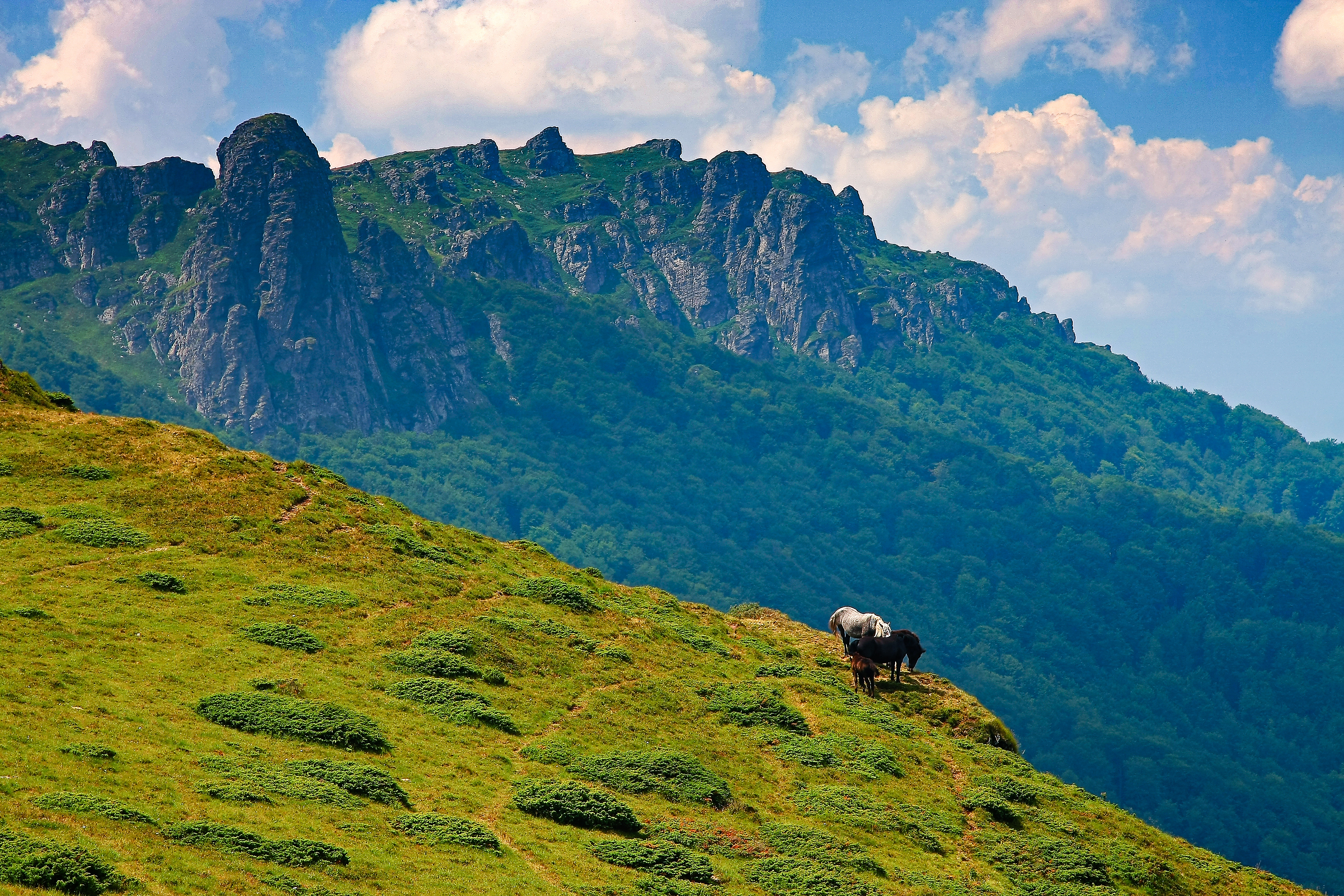
Cavalls als Balcans, Sèrbia

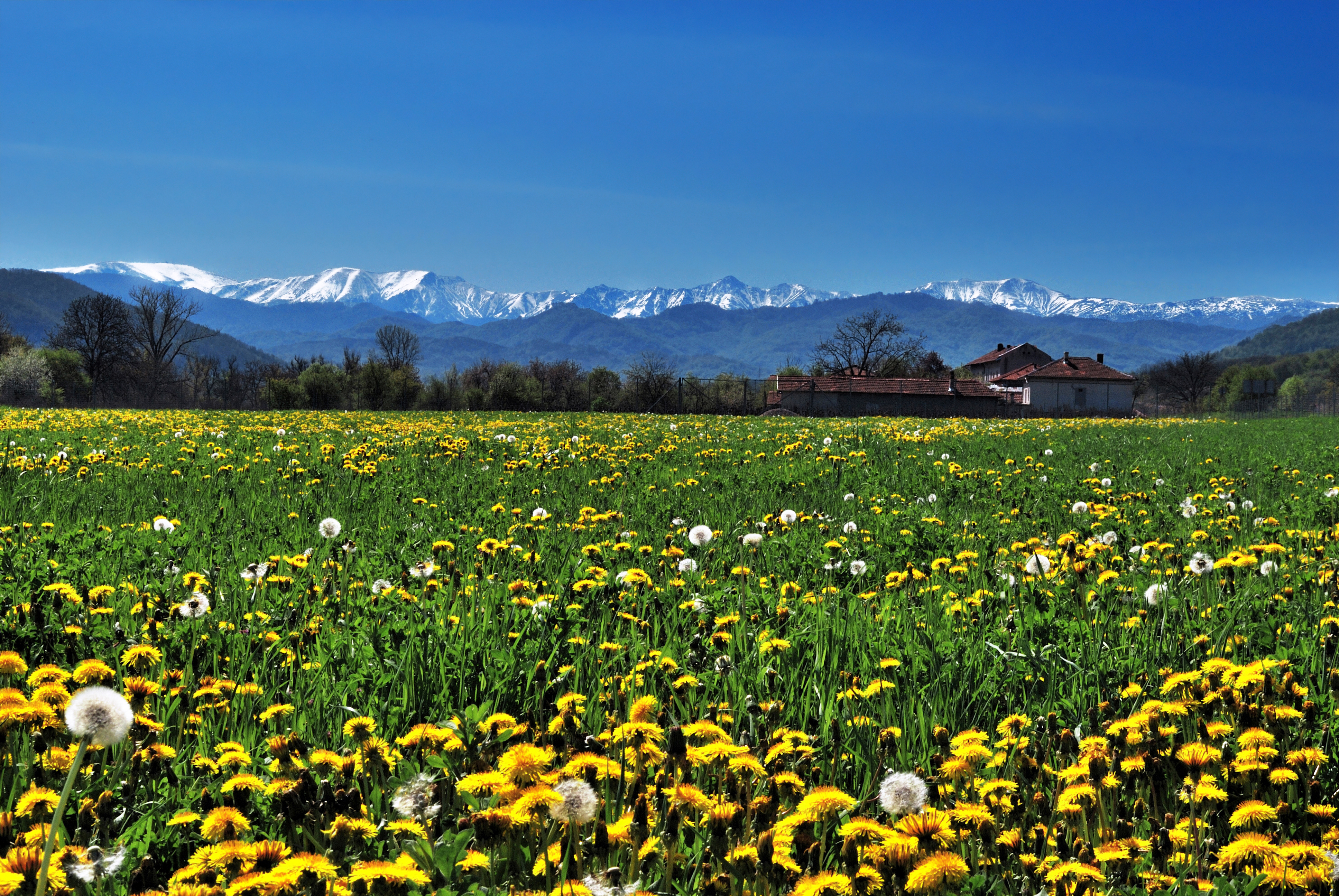
Una vista dels Balcans

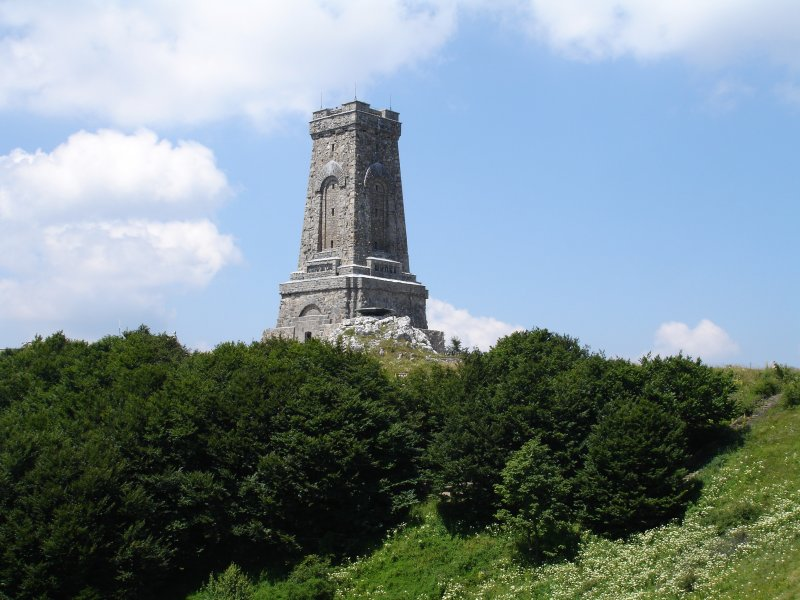
El monument a Shipka

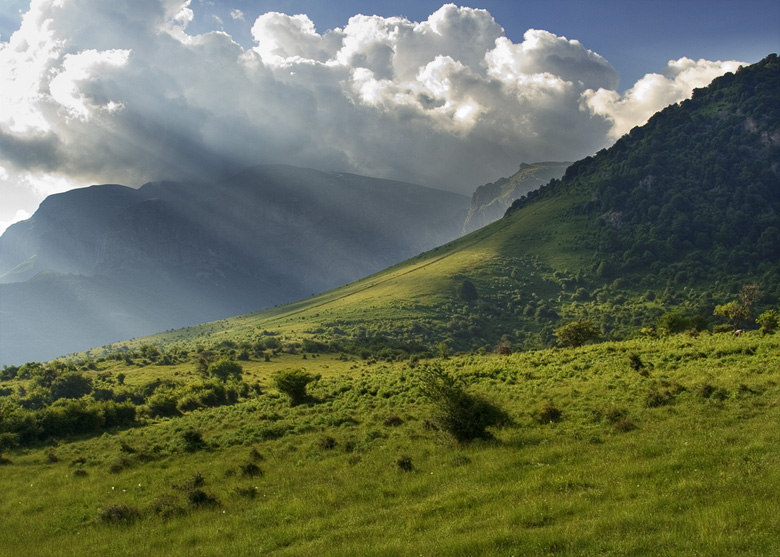
Muntanyes dels Balcans Centrals

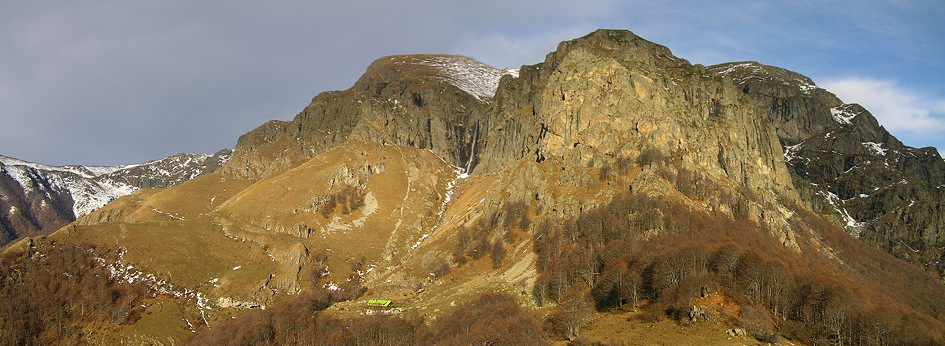
Vista des de Ray Resthouse cap als Balcans Centrals amb la cascada de Raysko Praskalo al centre

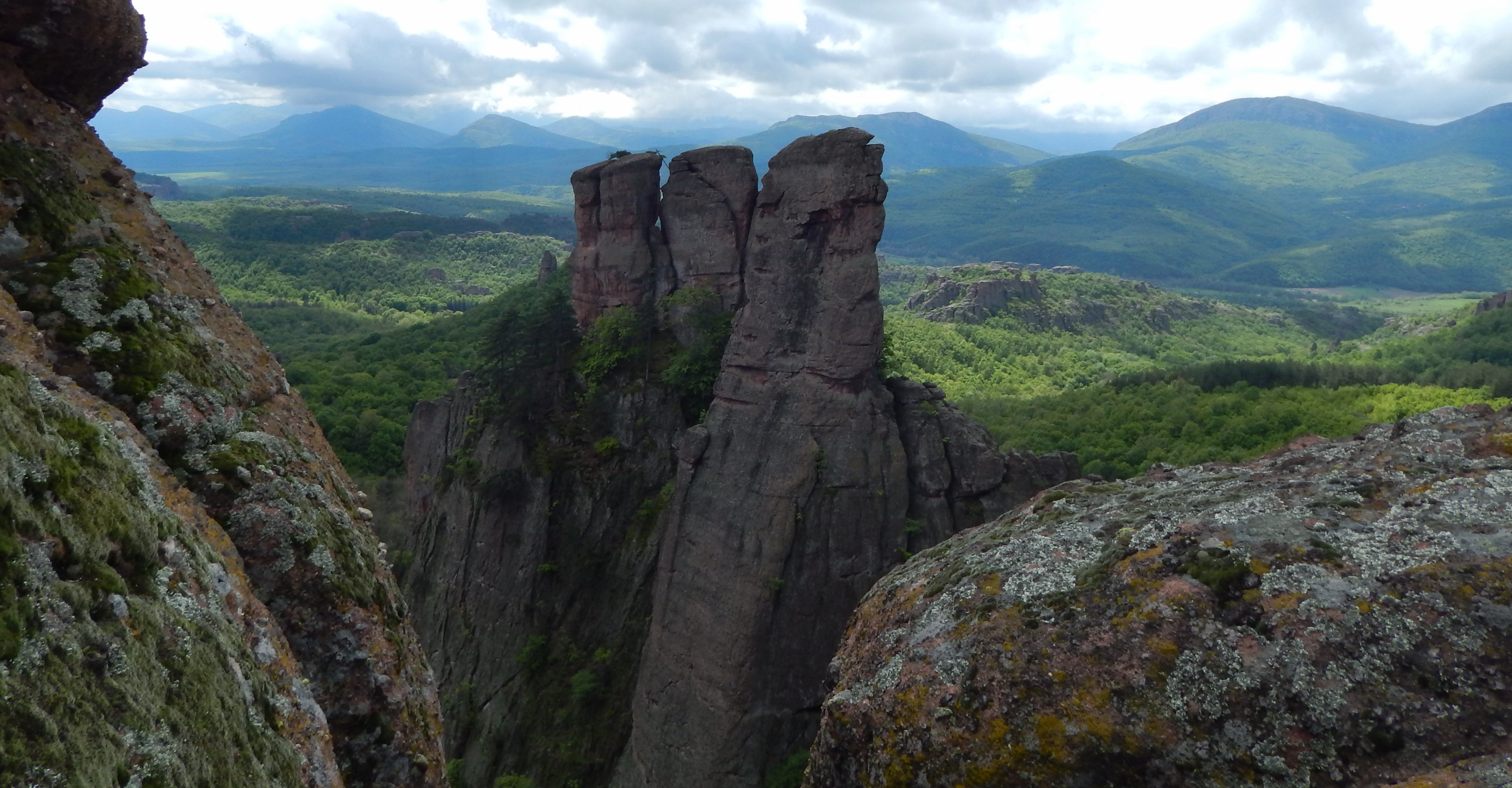
Belogradchik Rocks

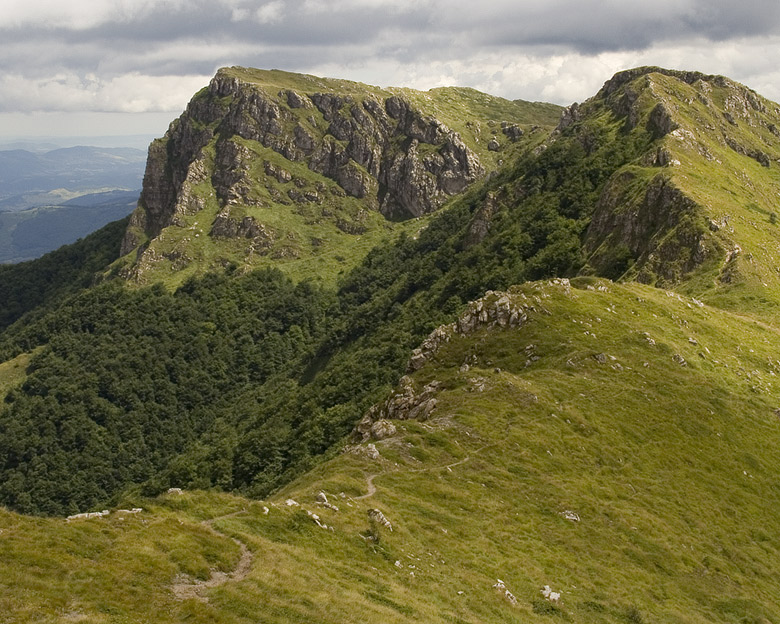
Reserva Kozya Stena

Els Balcans formen una divisòria d’aigua entre els rius que flueixen al Danubi al nord i els que flueixen al mar Egeu al sud. No obstant això, són travessats pel riu més ample de Bulgària, l’Iskar, que forma l'espectacular congost d’Iskar. Rius que tenen el seu origen des dels Balcans i flueixen cap al nord fins al Danubi inclouen el Timok, Archar, Lom, Tsibritsa, Ogosta, Skat, Vit, Òssam, Yantra, i Rusenski Lom. Les muntanyes són també la font del Kamchiya, que desemboca directament al mar Negre. Encara que no és tan abundant a les aigües minerals com altres parts de Bulgària, hi ha diversos balnearis com Varshets, Shipkovo i Voneshta Voda.
Hi ha diverses cascades, especialment a les parts occidentals i centrals de la serralada, com ara Raysko Praskalo, que és la cascada més alta de la península balcànica, Borov Kamak, Babsko Praskalo, Etropole Waterfall, Karlovsko Praskalo, Skaklya i altres. Els desenvolupaments de les últimes dues dècades van canviar completament la geografia de Sèrbia, pel que fa a les cascades. La zona de Stara Planina sempre ha estat poc poblada i inaccessible a causa del terreny accidentat i boscós, però també com a ubicació de la frontera serbi-búlgara. Quan els exèrcits van renunciar a les fronteres donant control a la policia de fronteres, es va permetre als civils explorar la zona. Com a resultat, des de llavors s'han descobert cascades més altes al costat serbi de la Stara Planina: Čungulj el 1996 - 43 m Pilj del 2002 - 64 m Kopren el 2011: 103,5 m Kaluđerski Skokovi el 2012 - 232 m.

### Passos
Les muntanyes estan travessades per 20 colls i dues gorges. Hi ha carreteres asfaltades que creuen els Balcans als passos següents (llistats d’oest a est):
- Pas Petrohan: Sofia - Montana
- Congost d'Iskar (Iskarski prolom): Sofia - Vratsa (també ferrocarril)
- Pas Vitinya: autopista Hemus (A2), Sofia - Botevgrad
- Pas de Beklemeto: Troyan - Sopot
- Pass Shipka: Gàbrovo - Kazanlak (també ferrocarril)
- Pas de la República (Prohod na republikata): Veliko Tàrnovo - Gurkovo
- Pass Vratnik: Elena - Sliven
- Pas Kotel (Kotlenski prohod): cruïlla Kotel - Petolachka (Pentagram)
- Pas Varbitsa (Varbishki prohod): Xumen - Petolachka
- Rish Pass (Rishki prohod): Xumen - Karnobat
- Congost de Luda Kamchiya (Ludokamchiyski prolom): Provadiya - Karnobat (també ferrocarril)
- Pas Aytos (Aytoski prohod) - Provadiya - Aytos
- Pass Dyulino (Dyulinski prohod): Varna - Aytos
- Pas Obzor (Obzorski prohod): Varna - Burgàs, futura autopista Cherno More (A5)

### Cims
- Bòtev 2,376 m (7,795 ft) (amb el nom de Khristo Bòtev)
- Malkiyat yumruk 2,340 m (7,677 ft)
- Golyam Kademliya (Triglav) 2,276 m (7,467 ft)
- Mlechen chal 2,255 m (7,398 ft)
- Zhaltets 2,227 m (7,306 ft)
- Paradzhika 2,209 m (7,247 ft)
- Pic Vezhen 2,198 m (7,211 ft)
- Midžor 2,169 m (7,116 ft), el cim més alt de Sèrbia i al nord-oest de Bulgària, 12è als Balcans.
- Golyam Kupen 2,169 m (7,116 ft)
- Levski 2,166 m (7,106 ft) (amb el nom de Vassil Levski)
- Yurushka gramada 2,136 m (7,008 ft)
- Martinova chuka 2,111 m (6,926 ft)
- Malak Kupen 2,101 m (6,893 ft)
- Tetevenska Baba 2,071 m (6,795 ft)
- Buluvaniya 2,043 m (6,703 ft)
- Golyam Krastets 2,034 m (6,673 ft)
- Kostenurkata (La tortuga) 2,034 m (6,673 ft)
- Oba 2,033 m (6,670 ft)
- Kartala 2,031 m (6,663 ft)
- Pascal 2,029 m (6,657 ft)
- Ravnets 2,020 m (6,627 ft)
- Pico Kom 2,016 m (6,614 ft)
- Kositsa 2,001 m (6,565 ft)
- Replyanska tsarkva 1,969 m (6,460 ft)
- Golema chuka 1,967 m (6,453 ft)
- Svishti plaz 1,888 m (6,194 ft)
- Mara Gidia 1,790 m (5,873 ft)
- Todorini Kukli 1,785 m (5,856 ft)
- Haydushki kamak 1,721 m (5,646 ft)
- Murgash 1,687 m (5,535 ft)
- Koznitsa 1,637 m (5,371 ft)
- Chukava (muntanya Golema) 1,588 m (5,210 ft)
- Gorno Yazovo 1,573 m (5,161 ft)
- Chumerna 1,536 m (5,039 ft)
- Ispolin 1,523 m (4,997 ft)
- Ravno buche 1,499 m (4,918 ft)
- Buzludzha 1,441 m (4,728 ft)
- Manyakov kamak 1,439 m (4,721 ft)
- Guvnishte 1,413 m (4,636 ft)
- Golemi Del 1,363 m (4,472 ft)
- Pic Vetren 1,330 m (4,364 ft)
- Shipka (Stoletov, St. Nikola) 1,329 m (4,360 ft)
- Goten (muntanya Sofia 1,294 m (4,245 ft)
- Petrovski krast 1,206 m (3,957 ft)

## Història

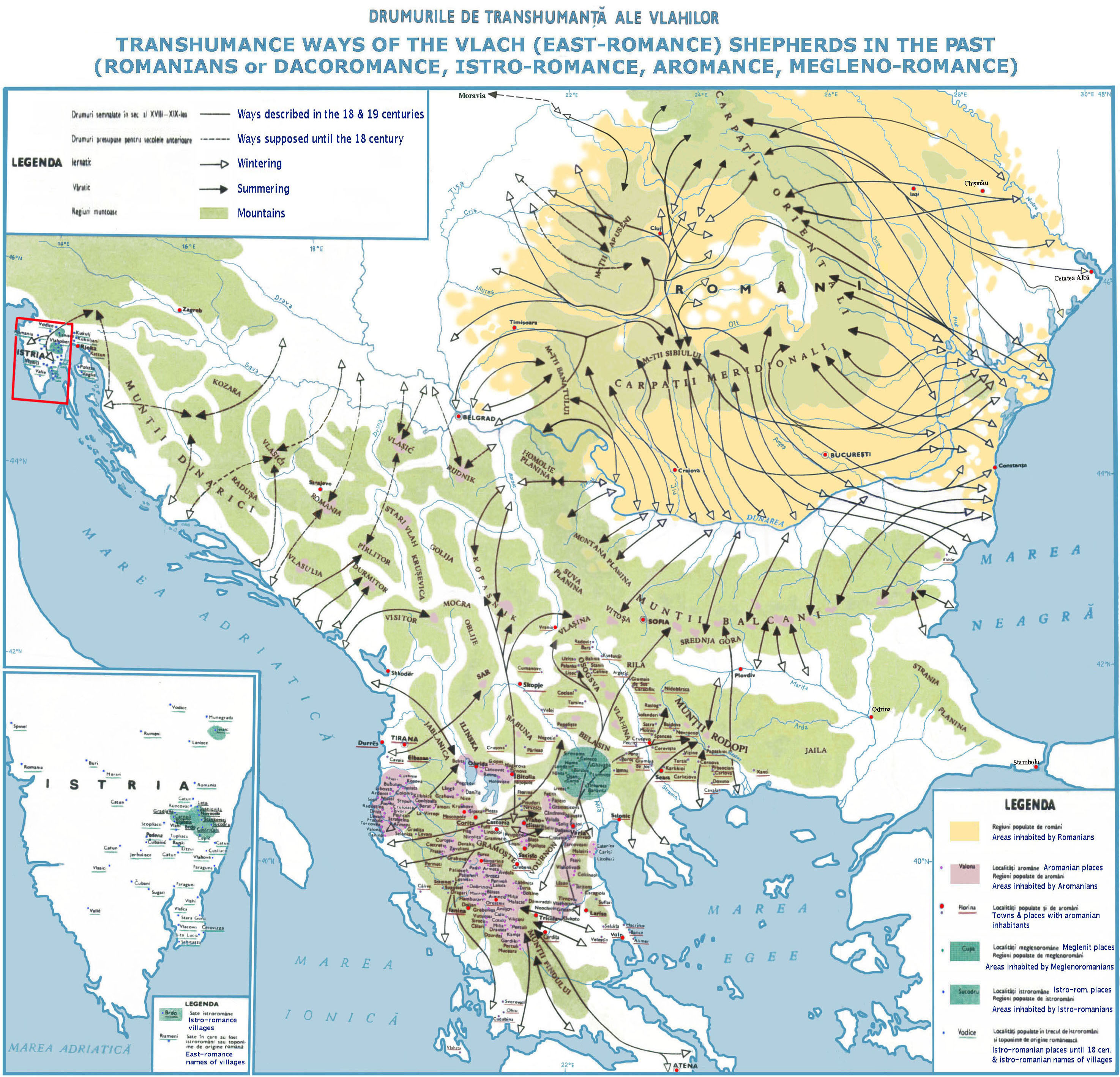
Vies de transhumància dels pastors vlacs en el passat

Els Balcans han tingut un lloc significatiu i especial en la història de Bulgària des de la seva fundació el 681. Va ser una fortalesa natural de l'Imperi Búlgar durant segles i va formar una barrera efectiva per a Mèsia, on es trobaven la majoria de les capitals medievals. Les muntanyes balcàniques van ser el lloc de nombroses batalles entre els Imperis búlgar i bizantí, incloent la batalla del pas Rishki (759), la batalla de Pliska (811) i la batalla de Triavna (1190). A la batalla del pas de Varbitsa, Khan Krum va derrotar decisivament a un enorme exèrcit romà d'Orient, matant a l'emperador Nicèfor I el Logoteta. Durant molts segles, els romans d'Orient van témer aquestes muntanyes i, en diverses ocasions, els exèrcits bizantins es van retirar per apropar-se als Balcans.
Durant el govern otomà, molts haiduks van trobar refugi als Balcans. Prop del cim més alt, el cim Bòtev, es troba Kalofer, bressol de Khristo Bòtev, un poeta i heroi nacional búlgar que va morir als Balcans occidentals, prop de Vratsa el 1876, en la lluita contra l'Imperi Otomà. També a prop del pic Bòtev hi ha el pas Shipka, escenari de les quatre batalles de la Guerra russo-turca (1877-1878), que van acabar amb el domini turc als Balcans.

## Protecció

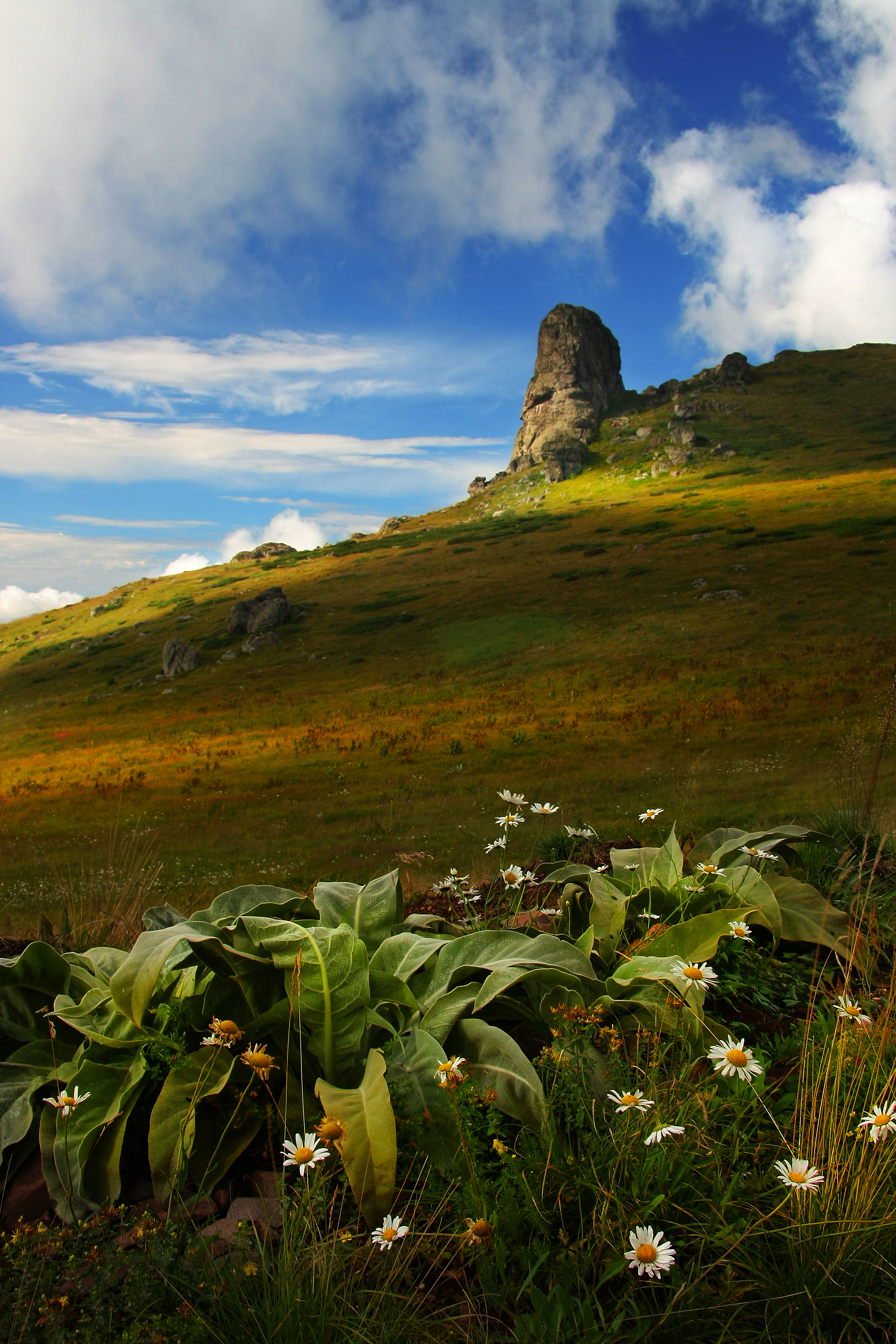
El Parc Natural Stara Planina

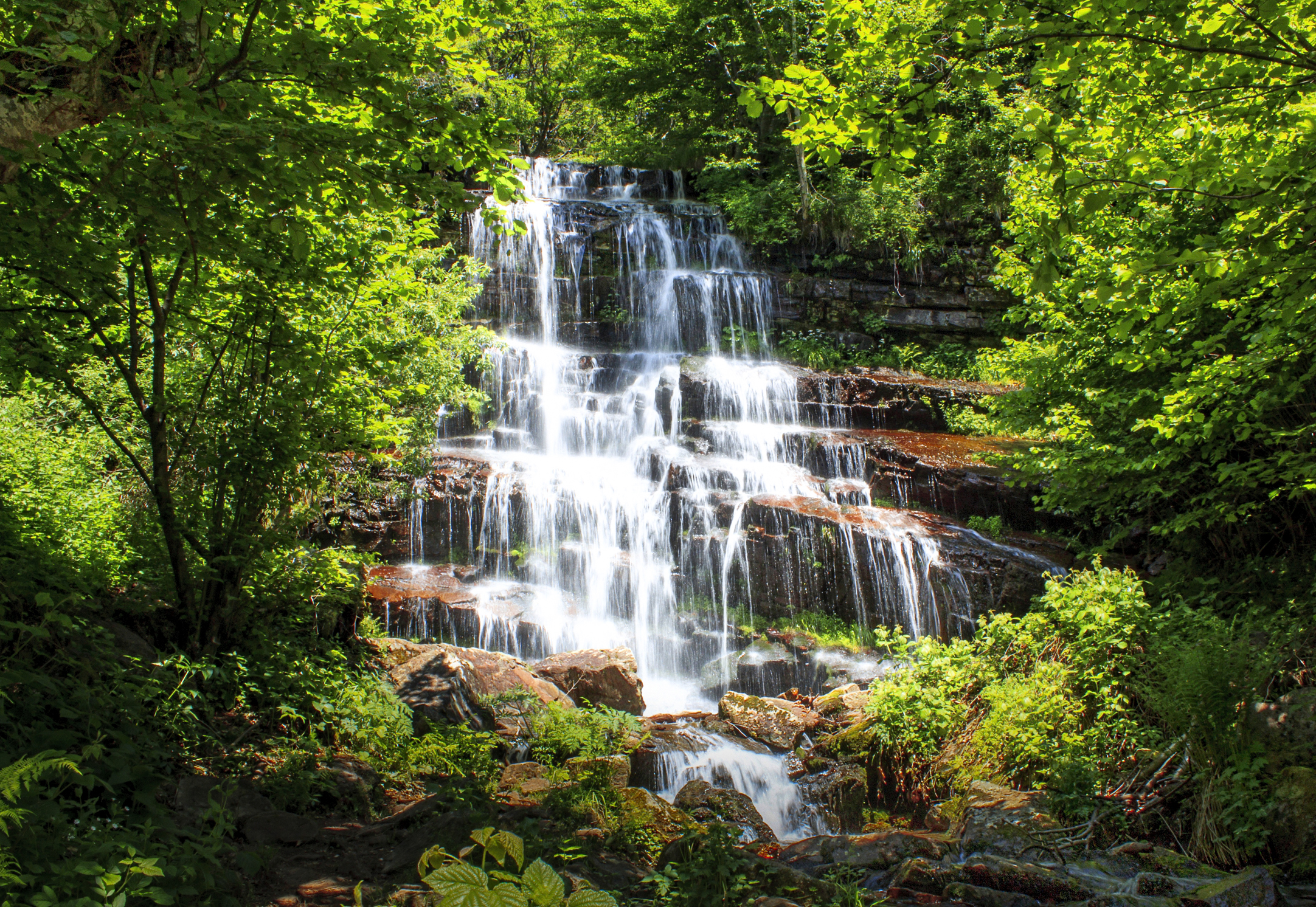
Cascades de Tupavica

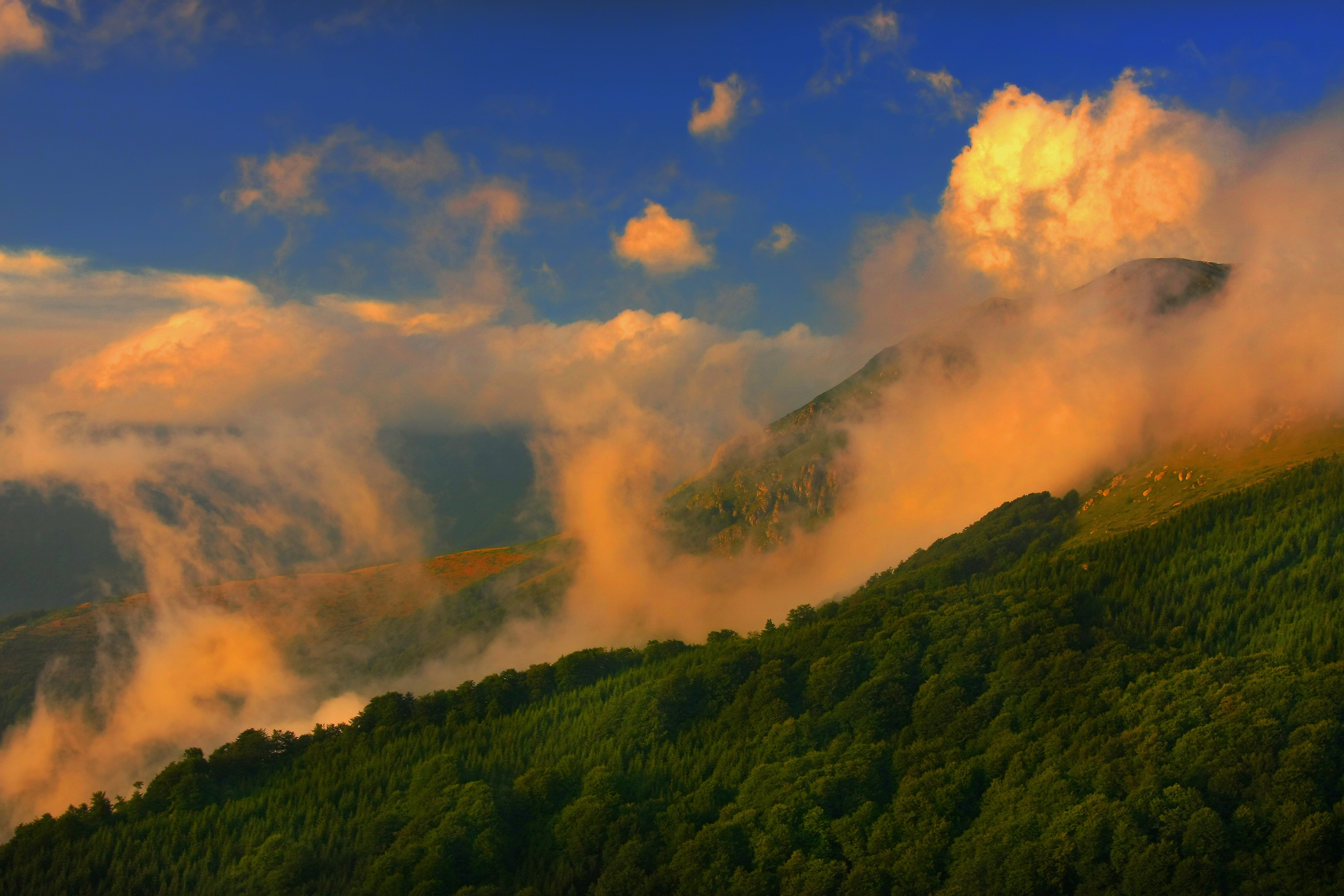
El Parc Natural Stara Planina

El primer grup d'arbres es va protegir el 1966, seguit de la creació de 7 reserves naturals especials i 3 monuments naturals als anys vuitanta. El parc natural Stara Planina es va fundar el 1997 i des del 2009 es troba en les seves fronteres actuals, amb una superfície de 1.143.22 |km². L'àrea protegida es va ampliar el 2020.
Els sediments s'estenen des del Paleozoic fins a l'era del Cenozoic. El terreny calcari és conegut pels curts corrents perdedors i les cascades de tufaci. Hi ha canons i gorgs, com els rius Toplodolska reka i Rosomačka reka. Les aigües subterrànies de la muntanya arriben a la superfície en forma de fonts comunes, fonts (vrelo) i fonts difoses (pištevina). Hi ha unes 500 molles amb un cabal superior a 0,1 litres/segon. La primavera més forta és el Jelovičko vrelo intermitent, conegut per les seves fluctuacions, caracteritzat per la ebullició i l'escuma.
Els ecosistemes montans són diversos i inclouen diverses comunitats vegetals: boscos, arbusts, prats, pastures i torberes. Al parc hi ha sis zones de vegetació diferents. Roure, faig, avet, zona subalpina de la vegetació arbustiva de cua de cavall petita, nabiu, avet subalpí i pi mugo. Altres plantes inclouen vern arbustiu, Roure pènol d'estepa, però també espècies rares i en perill d'extinció, com ara Flor de pasqua, adonis primaveral, peònia de Kosovo, herba de la gota, auró de Heldreich, Marcòlic vermell, iris pigmeu i Dactylorhiza. En total, hi ha 1.190 espècies de plantes, incloent-hi una endèmica localment la Campanula (Campanula calyciliata) i de Pačić seneci (Senecio pancicii), que es pot trobar només en la muntanya. També hi ha comunitats muntanyenques d'esfagne torbera a les localitats de Jabucko Ravniste, Babin Zub i Arbinje.
La zona és una regió de salmònids, habitada per la truita bruna de ribera. Altres 25 espècies de peixos viuen als rius i rierols, com la salamandra i els tritons. Hi ha 203 espècies d'ocells, de les quals 154 nidifiquen al parc, 10 hivernen, 30 estan de pas i 13 deambulen. Entre les espècies importants s'inclouen l'àguila daurada, el gamarús dels Urals i el falcó. Atès que el parc és l'hàbitat més important de Sèrbia per l'aligot rogenc, la becada eurasiàtica i una alosa banyuda, una àrea de 440 km² va ser declarada Espai Europeu d'àrees importants per a la conservació de les aus. El voltor comú va desaparèixer de la regió a finals dels anys quaranta. El 2017 es va iniciar un programa per a la seva reintroducció dins l'àmbit d'un programa europeu més ampli. Entre altres coses, els alimentadors es col·locaran al llarg de la ruta migratòria dels voltors. Al parc es troben més de 30 espècies de mamífers, incloent-hi un spalax leucodon, un rata dormidora rogenca i el relicte terciari, talpó de tartera. L'os bru es va extingir a la part sèrbia, però el 2014 es van trobar proves que mostren la presència dels ossos. Els ossos han estat fotografiats el 2015, abans de tornar a desaparèixer fins al 2019, quan es va filmar un jove os marró.
El patrimoni humà abasta des de les restes prehistòriques, l'antiguitat clàssica, inclosa l'època romana i els complexos monàstics de la baixa edat mitjana. Alguns d'aquests monuments més antics són fragmentaris i es van traslladar des de la seva ubicació original. Hi ha nombrosos exemples d'edificis ètnics característics de l'arquitectura de la regió a finals del segle xix i principis del segle xx (cases, graners, etc.)
La secció sèrbia de la muntanya es veu com una ubicació per a desenes de microhidrals, minicentrals elèctriques que van causar problemes amb els ecologistes i la població local. Fins i tot el ministeri per a la protecció del medi ambient va aturar alguns dels projectes i va litigar amb els inversors. També van anunciar el canvi de la llei de protecció de la natura, que prohibirà permanentment la construcció de plantes en zones protegides. Per evitar una degradació addicional, el Parc Natural Stara Planina va ser nominat al Programa de la UNESCO per a l'home i la biosfera i per a la llista mundial de geoparcs, mentre que més de desenes de milers de ciutadans van signar peticions contra els microhidros i s'han dut a terme nombroses protestes organitzades per la població local. Això va provocar protestes similars en altres parts de Sèrbia i es va fundar l'associació "Defensar els rius de Stara Planina", que va ampliar la seva base d'operacions fora de la regió de Stara Planina. L'activisme va provocar diversos altercats físics entre els ciutadans locals d'una banda, i els contractistes i els seus vigilants de seguretat a l'altra banda, enmig de les intervencions policials.
L'octubre de 2018, la ministra de Protecció del Medi Ambient, Goran Trivan, va dir que la llei actual permet construir els microhidros a les zones protegides. El govern va permetre la construcció de 800 microhidros, que els ecologistes han descrit com "megalòmanes", ja que produirien menys de l'1% de l'electricitat total. Els ecologistes també van acusar el govern de destruir la vida vegetal i animal amb l'excusa de l'energia renovable. El setembre de 2019, l'administració de la ciutat de Pirot va anunciar que retiraria del pla espacial les 43 ubicacions existents per als microhidros de l'àrea protegida de Stara Planina. Queden 15 ubicacions al sector desprotegit de la muntanya, però els funcionaris municipals van anunciar la supressió d'aquestes ubicacions en el futur.